# Björn Walden
Björn Walden (* 6. November 1934 in Stockholm; † 6. August 2009 in Saltsjöbaden) war ein schwedischer Rennrodler und Sportfunktionär. Er war 1957 Gründungsmitglied der Fédération Internationale de Luge de Course.

## Leben
Walden wuchs in Saltsjöbaden auf. Für sein Heimatland war er als Rennrodler in den 1950er-Jahren aktiv. Bei den Rennrodel-Weltmeisterschaften 1957 in Davos belegte er im Einsitzer der Männer Platz 60. Am 25. Januar 1957 war er als schwedischer Delegierter an der Gründung des internationalen Rennrodelverbandes Fédération Internationale de Luge de Course (FIL) beteiligt. Die Rennrodel-Weltmeisterschaften 1958 in Krynica-Zdrój beendete auf Platz 29 im Einsitzer der Männer.
Nach dem Ende seiner aktiven Laufbahn wurde Walden 1962 Generalsekretär des schwedischen Bob- und Rennrodelverbandes. In seine vierjährigen Amtszeit fällt der Bau der Bob- und Rodelbahn Hammarstrand, auf der mit den Rennrodel-Weltmeisterschaften 1967 erstmals eine internationale Rennrodel-Großveranstaltung in Schweden stattfand. 1972 wurde er zum Präsidenten des schwedischen Bob- und Rennrodelverbandes. Während seiner 21-jährigen Amtszeit gelang es, mit den Rennrodel-Weltmeisterschaften 1975 und 1981, zwei weitere Interkontinentalmeisterschaften in Hammarstrand auszurichten. 1977 wurde er vom schwedischen Sportverband mit dem Goldabzeichen ausgezeichnet. Auch für die Fédération Internationale de Luge de Course war er in verschiedenen Funktionen tätig, unter anderem war er acht Jahre lang deren Vizepräsident. Für seine Verdienste bei der Entwicklung des Rennrodelsports erhielt er die Ehrenzeichen des Rennrodel-Weltverbandes in den Stufen Bronze, Silber und Gold. 1999 wurde er zum Ehrenmitglied der FIL ernannt.
Walden war verheiratet und Vater von drei Kindern. Sein Sohn Rickard war in den 1990er-Jahren ebenfalls aktiver Rennrodler. Björn Walden starb am 6. August 2009 im Alter von 74 Jahren.